# NGC 7702
NGC 7702 je lećasta galaktika u zviježđu Feniksu. 

## Vanjske poveznice
- (engl.) SEDS: NGC 7702
- (engl.) Hartmut Frommert: Revidirani Novi opći katalog
- (engl.) Izvangalaktička baza podataka NASA-e i IPAC-a
- (engl.) Astronomska baza podataka SIMBAD
- (engl.) VizieR
- DSS-ova slika NGC 7702
- (engl.) Auke Slotegraaf: NGC 7702 Deep Sky Observer's Companion
- (engl.) Courtney Seligman: Objekti Novog općeg kataloga: NGC 7700 - 7749